# Ліберій (патрикій)
Петро Марцеллін Фелікс Ліберій (*Petrus Marcellinus Felix Liberius, бл. 465 — бл. 554) — державний та військовий діяч держави Одоакра, Остготського королівства і Візантійської імперії.

## Життєпис

### Служба в Італії та Галлії
Походив зі знатної родини, що мав зв'язок з родом Анаціїв Пробів. Народився в Лігурії (Північна Італія) близько 465 року. Розпочав службу за короля Одоакра, де виявив гарні здібності службовці та управлінця. Після повалення Одоакра поступив на службу до короля остготів Теодоріха. Наприкінці 493 року Ліберія було призначено преторіанським префектом Італії. На цій посаді керував усіма цивільними службами Остготського королівства. Фінансова політика Ліберія дозволила збільшити доходи королівської скарбниці без істотного підвищення податків. Найбільш важким було питання поділу земель в Італії між місцевим населенням та готами. Згідно із загальноприйнятою практикою, римляни віддавали варварам третину своїх земельних наділів, однак, і тут Ліберії вдалося провести реформу, не викликавши обурення землевласників.
У 500 році Ліберій вийшов у відставку, отримавши титул патриція. У 506 році його було призначено спостерігати за виборами нового архієпископа Аквілеї, яким став Марцеллін.
У 511 році король Теодоріх призначив Ліберія на відновлену посаду преторіанського префекта Галлії. Керував частиною Нарбоннської Галлії (Прованс), яку остготи 508 року захопили у вестготів після поразки останніх від франків. МЕшкав в місті Арль, де зазнав духовного впливу місцевого архієпископа Цезарія. Натомість Ліберій надав політичну підтримку Цезарію Арелатському. Між 524 та 533 року за ініціативи Ліберія та Цезарія було проведено 5 помісних церковних соборів, серед яких найважливішим став Оранзький 529 року, де було затверджено вчення Аврелія Августина щодо приречення — благодаті і вільної волі —, затверджене згодом в якості офіційної доктрини Римської католицької церкви. Ліюерій був серед підписантів протоколу цього собору.
Водночас вимушений був боротися з нападами вестготів, що намагалися повернути втрачені володіння. Під час однієї із сутичок Ліберій зазнав важкого поранення. У 527 році отримав від регентші Амаласунти також посаду патриція презенталіса, в результаті чого отримав у підпорядкування королівські війська в Галлії. У 532 році очолив оборону від військ франкського королівства Бургундія, що взяли в облогу Арль.

### На службі Візантії
У 535 році за наказом нового короля Теодата разом з Венанцієм Опіліоном очолив посольства до візантійського імператора Юстиніана I, яке повинно було виправдати вбивство регентші Амаласунти. Втім, Ліберій розповів справжні обставини справи, що були не на користь Теодохадові. Тому вимушений був залишитися у Константинополі, де невдовзі поступив на службу імператорові.
У 538 році призначено префектом-августалом Єгипту. Головним завданням було забезпечення постачання хлібом столиці імперії, а також залагодження суперечок між православними і монофізитами. Дипломатичний хист Ліберія сприяв пом'якшенню ситуації, але цей успіх не мав тривалої дії. У 542 році Ліберій повернувся до Константинополя.
У 550 році на чолі флоту рушив на допомогу візантійським залогам на Сицилії, куди вдерся остготський король Тотіла. Спочатку Ліберій вправно увійшов до Сиракуз, які перебували в облозі. Втім, маючи незначні військові сили, почувався непевно, тому перебрався до Панорму. Тут діяв не достатньо енергійно, до того ж флот було віднесено бурею до Меліти. 551 році на посаді був замінений Артабаном, що прибув з Африки. Слідом за цим повернувся до Константинополя.
У 552 році Ліберія було відправлено до Піренейського півострова, де повинен був підтримати Атанагільда у боротьбі з вестготським королем Агілою I. До прибуття візантійського флоту останній фактично був переможений. Ліберій зумів захопити прибережні міста на південному сході Піренеїв. У 553 році зайняв усю колишню римську провінцію Бетіку, яку було перейменовано на «Іспанію». Ліберій на посаді magister militum Spaniae (військового магістра Іспанії) організував адміністрацію Іспанії, після чого повернувся до Константинополя.
У 553 році був учасником делегації до папи римського Вігілія, якого переконав взяти участь у Другому Константинопольському собору. У 554 році отримав титул vir gloriosissimus та право мешкати в Італії (разом з іншими видатними італійськими сенаторами) та отримав значні маєтності. Помер у м. Арімін близько 554 року.

## Родина
Дружина — Агреція.
Діти:
- Венанцій, консул 507 року
- син
- донька